# Hrușiv, Ivanîci
Hrușiv (în ucraineană Грушів) este un sat în comuna Mîleatîn din raionul Ivanîci, regiunea Volînia, Ucraina.

## Demografie
Componența lingvistică a localității Hrușiv
     Ucraineană (99,73%)
     Alte limbi (0,27%)
Conform recensământului din 2001, majoritatea populației localității Hrușiv era vorbitoare de ucraineană (99,73%), existând în minoritate și vorbitori de alte limbi.